# Francis Amuzu
Francis Amuzu, né le 23 août 1999 à Accra au Ghana, est un footballeur belge qui joue au poste d'attaquant au Grêmio Porto Alegre.

## Biographie

### En club
Francis Amuzu arrive au RSC Anderlecht à l'âge de 15 ans, après avoir joué à l'Académie JMG. Il joue pour la première fois en U16 le 9 mai 2015 et signe son premier contrat professionnel en août 2015, jusque 2018. Après un bon parcours avec les U19 en UEFA Youth League, il signe une prolongation de contrat le 23 novembre 2017, contrat qui court dès lors jusque 2019.
Le 22 décembre 2017, Hein Vanhaezebrouck le titularise en équipe première pour ce qui sera son premier match professionnel en Division 1A contre la KAS Eupen. Il marque au cours de ce match son premier but chez les professionnels à la 25e minute. Il finit la saison avec onze apparitions en championnat.
Au cours de la saison 2018-2019, Francis Amuzu joue quatre matchs en phase de groupe de la Ligue Europa (deux défaites, deux nuls). Il apparaît également à trente reprises en championnat.
Le 29 juillet 2019, Francis Amuzu prolonge son contrat jusque 2022. Il commence la saison 2019-2020 comme titulaire. Le 16 juillet 2020, il signe un nouveau contrat le liant au club jusqu'en juin 2024.
Lors du mercato hivernal 2024-2025, alors que son contrat expire en fin de saison, il signe un contrat de deux ans au Grêmio Porto Alegrense.

### En sélections nationales
Il inscrit deux buts dans la catégorie des moins de 19 ans lors de l'année 2017, contre la Russie et la Suisse.
Il reçoit sa première sélection avec les espoirs le 11 octobre 2018, en amical contre l'Italie. Il inscrit le seul but de la rencontre lors de ce match.

## Statistiques

### En club
| Saison                | Club                  | Championnat           | Championnat | Championnat | Championnat | Coupe(s) nationale(s) | Coupe(s) nationale(s) | Coupe(s) nationale(s) | Supercoupe | Supercoupe | Supercoupe | Compétition(s) continentale(s) | Compétition(s) continentale(s) | Compétition(s) continentale(s) | Compétition(s) continentale(s) | Autres compétitions | Autres compétitions | Autres compétitions | Autres compétitions | Total | Total | Total |
| Saison                | Club                  | Division              | M.          | B.          | P.d.        | M.                    | B.                    | P.d.                  | M.         | B.         | P.d.       | Comp.                          | M.                             | B.                             | P.d.                           | Comp.               | M.                  | B.                  | P.d.                | M.    | B.    | P.d.  |
| 2017-2018             | RSC Anderlecht        | Division 1A           | 7           | 1           | 0           | -                     | -                     | -                     | -          | -          | -          | -                              | -                              | -                              | -                              | PO1                 | 4                   | 0                   | 0                   | 11    | 1     | 0     |
| 2018-2019             | RSC Anderlecht        | Division 1A           | 21          | 1           | 3           | 1                     | 0                     | 0                     | -          | -          | -          | C3                             | 4                              | 0                              | 0                              | PO1                 | 9                   | 0                   | 0                   | 35    | 1     | 3     |
| 2019-2020             | RSC Anderlecht        | Division 1A           | 20          | 3           | 3           | 1                     | 0                     | 0                     | -          | -          | -          | -                              | -                              | -                              | -                              | -                   | -                   | -                   | -                   | 21    | 3     | 3     |
| 2020-2021             | RSC Anderlecht        | Division 1A           | 29          | 2           | 3           | 4                     | 0                     | 2                     | -          | -          | -          | -                              | -                              | -                              | -                              | PO1                 | 6                   | 0                   | 0                   | 39    | 2     | 5     |
| 2021-2022             | RSC Anderlecht        | Division 1A           | 31          | 5           | 4           | 6                     | 0                     | 0                     | -          | -          | -          | C4                             | 3                              | 1                              | 1                              | PO1                 | 6                   | 4                   | 0                   | 46    | 10    | 5     |
| 2022-2023             | RSC Anderlecht        | Division 1A           | 33          | 3           | 8           | 2                     | 0                     | 1                     | -          | -          | -          | C4                             | 15                             | 0                              | 3                              | -                   | -                   | -                   | -                   | 50    | 3     | 12    |
| 2023-2024             | RSC Anderlecht        | Division 1A           | 13          | 3           | 0           | -                     | -                     | -                     | -          | -          | -          | -                              | -                              | -                              | -                              | PO1                 | 8                   | 1                   | 0                   | 21    | 4     | 0     |
| 2024-2025             | RSC Anderlecht        | Division 1A           | 18          | 2           | 2           | 3                     | 0                     | 0                     | -          | -          | -          | C3                             | 7                              | 2                              | 0                              | -                   | -                   | -                   | -                   | 28    | 4     | 2     |
| Sous-total            | Sous-total            | Sous-total            | 172         | 20          | 23          | 17                    | 0                     | 3                     | -          | -          | -          | -                              | 29                             | 3                              | 4                              | -                   | 33                  | 5                   | 0                   | 251   | 28    | 30    |
| 2025                  | Grêmio Porto Alegre   | Série A               | 10          | 1           | 0           | 3                     | 0                     | 0                     | -          | -          | -          | CS                             | 4                              | 0                              | 0                              | GAU (en)+REC (en)   | 3+1                 | 0+1                 | 1+0                 | 21    | 2     | 1     |
| Total sur la carrière | Total sur la carrière | Total sur la carrière | 182         | 21          | 23          | 20                    | 0                     | 3                     | -          | -          | -          | -                              | 33                             | 3                              | 4                              | -                   | 37                  | 6                   | 1                   | 272   | 30    | 31    |

## Palmarès

### En club
|  |  | RSC Anderlecht - Coupe de Belgique : - Finaliste : 2022. |  | Grêmio Porto Alegre - Campeonato Gaúcho : - Finaliste : 2025. - Recopa Gaúcha (en) (1) : - Vainqueur : 2025. |